# Лондонский мост (Австралия)
Не путать с Мраморной аркой в Лондоне
Не путать с Лондонским мостом в Лондоне
Лондонский мост (англ. London Bridge) или Лондон-Бридж (англ. London Bridge), также известный как Лондонская арка (англ. London Arch; после 1990 года) — природная арка в национальном парке Порт-Кэмпбелл, штат Виктория, Австралия. Туристическая достопримечательность, расположенная на Великой океанской дороге.

## Описание

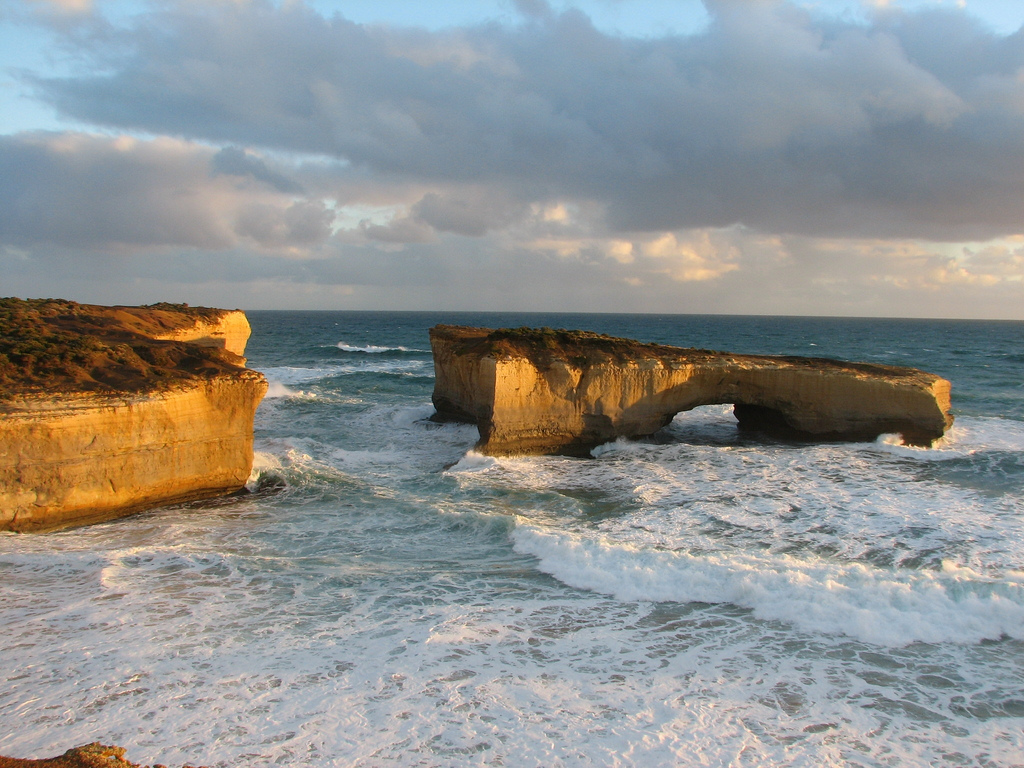
После обрушения одного из пролётов

Скальное образование возрастом около 20 млн лет, подвергаемое постоянному воздействию океанских волн, постепенно приняло вид двухпролётного моста. Поскольку налицо было заметное сходство с известным Лондонским мостом, это каменное образование получило то же имя.
15 января 1990 года пролёт, находившийся ближе к берегу, обрушился. Двое туристов, находившихся в этот момент на дальней части «моста», оказались в ловушке и вскоре были спасены с помощью вертолёта, никто не пострадал. После обрушения «Лондонский мост» превратился в «Лондонскую арку».